# Vitex lignum-vitae
Vitex lignum-vitae là một loài thực vật có hoa trong họ Hoa môi. Loài này được A.Cunn. ex Schauer miêu tả khoa học đầu tiên năm 1847.

## Hình ảnh

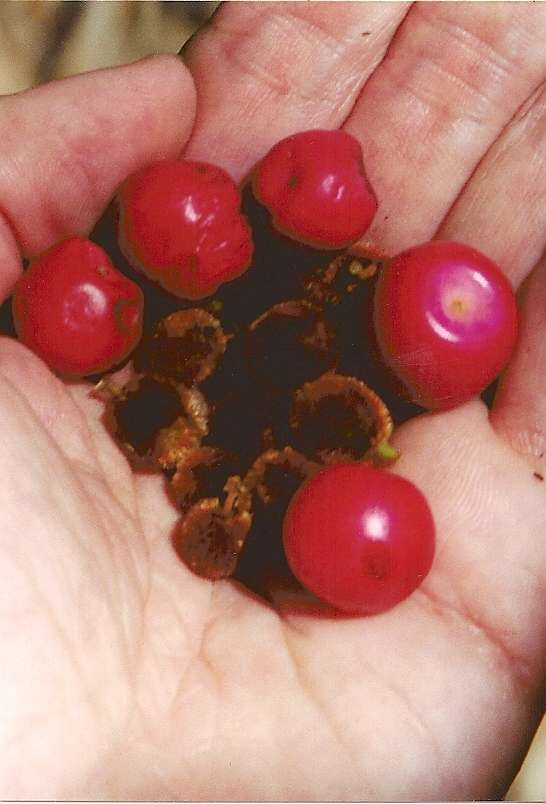